# هيئة الإيرادات التنزانية
هيئة الإيرادات التنزانية هي وكالة حكومية شبه مستقلة لجمهورية تنزانيا المتحدة. تأسست بموجب قانون الإيرادات تنزانيا، في عام 1995 وبدأت عملياتها في 1 يوليو 1996. تقع مكاتب هيئة تنظيم الاتصالات في دار السلام.

## عملها
أثناء قيامها بوظائفها القانونية، تكون الهيئة مسؤولة من بين أمور أخرى عن إدارة وإنفاذ القوانين أو الأحكام المحددة للقوانين المنصوص عليها في الجدول الأول من القانون المذكور لهذا الغرض، تتعهد الهيئة بتقييم جمع وحساب جميع الإيرادات التي تنطبق عليها تلك القوانين، نيابة عن الحكومة. تشمل الوظائف المحددة الأخرى للهيئة ما يلي:
- مراقبة الأنشطة والإشراف عليها وتنسيقها وضمان الإدارة العادلة والفعالة والفعالة لقوانين الإيرادات من قبل إدارة الإيرادات في نطاق اختصاص حكومة الاتحاد.
- مراقبة وضمان تحصيل الرسوم أو الجبايات أو الرسوم أو أي ضرائب أخرى يتم تحصيلها من قبل أي وزارة أو إدارة أو قسم حكومي كإيرادات للحكومة.
- تقديم المشورة للوزير والأجهزة الأخرى ذات الصلة بشأن جميع الأمور المتعلقة بالسياسة المالية، وتنفيذ السياسة، والتحسين المستمر للسياسة فيما يتعلق بقوانين وإدارة الإيرادات.
- تعزيز الامتثال الضريبي الطوعي إلى أعلى درجة ممكنة.
- اتخاذ الإجراءات اللازمة لتحسين مستوى الخدمة المقدمة لدافعي الضرائب بهدف تحسين فعالية إدارات الإيرادات وتعظيم تحصيل الإيرادات.
- تحديد الخطوات الواجب اتخاذها لمواجهة الغش والأشكال الضريبية الأخرى والتهرب المالي الآخر.
- إصدار إحصاءات تجارية ومطبوعات على أساس ربع سنوي.

## الإيرادات
- الضرائب: ضريبة الشركات والأفراد والدفع ورسوم تنمية المهارات وضرائب الاستقطاع الأخرى وضريبة القيمة المضافة ورسوم الاستيراد.
- الرسوم: رسوم الطوابع ورسوم خدمة المطار ورسوم خدمة الموانئ وتسجيل المركبات وضريبة التحويل وسعر الملكية وضريبة الوقود وضريبة البترول وضريبة التنمية السياحية ورسوم تطوير السكك الحديدية ورسوم رخصة قيادة المركبات.